# 7. Turniej Czterech Skoczni
7. Turniej Czterech Skoczni rozgrywany był od 28 grudnia 1958 do 6 stycznia 1959.
Turniej wygrał  Helmut Recknagel.

## Oberstdorf
Data: 28 grudnia 1958

Państwo:  RFN

Skocznia: Schattenbergschanze

### Wyniki konkursu
| Poz. | Imię i nazwisko   | Narodowość | Punkty |
| ---- | ----------------- | ---------- | ------ |
| 1.   | Helmut Recknagel  | NRD        | 226,5  |
| 2.   | Eino Kirjonen     | Finlandia  | 222,0  |
| 3.   | Nikołaj Szamow    | ZSRR       | 221,0  |
| 4.   | Anders Woldseth   | Norwegia   | 219,5  |
| 5.   | Otto Leodolter    | Austria    | 218,0  |
| 6.   | Pekka Tirkkonen   | Finlandia  | 217,5  |
| 7.   | Nikołaj Kamienski | ZSRR       | 216,5  |
| 8.   | Harry Glaß        | NRD        | 215,0  |
| 9.   | Arne Hoel         | Norwegia   | 214,0  |
| 10.  | Willi Egger       | Austria    | 212,5  |

## Garmisch-Partenkirchen
Data: 1 stycznia 1959

Państwo:  RFN

Skocznia: Große Olympiaschanze

### Wyniki konkursu
| Poz. | Imię i nazwisko    | Narodowość | Punkty |
| ---- | ------------------ | ---------- | ------ |
| 1.   | Helmut Recknagel   | NRD        | 225,7  |
| 2.   | Koba Cakadze       | ZSRR       | 223,0  |
| 3.   | Nikołaj Szamow     | ZSRR       | 216,5  |
| 4.   | Jurij Samsonow     | ZSRR       | 215,7  |
| 5.   | Veikko Kankkonen   | Finlandia  | 215,3  |
| 6.   | Kjell Kopstad      | Norwegia   | 213,7  |
| 7.   | Nikołaj Kamienski  | ZSRR       | 213,1  |
| 8.   | Arne Hoel          | Norwegia   | 212,2  |
| 9.   | Eino Kirjonen      | Finlandia  | 212,1  |
| 10.  | Walter Habersatter | Austria    | 211,8  |

## Innsbruck
Data: 4 stycznia 1959

Państwo:  Austria

Skocznia: Bergisel

### Wyniki konkursu
| Poz. | Imię i nazwisko    | Narodowość | Punkty |
| ---- | ------------------ | ---------- | ------ |
| 1.   | Helmut Recknagel   | NRD        | 230,0  |
| 2.   | Veikko Kankkonen   | Finlandia  | 222,5  |
| 3.   | Anders Woldseth    | Norwegia   | 219,5  |
| 4.   | Harry Glaß         | NRD        | 217,0  |
| 5.   | Walter Habersatter | Austria    | 214,5  |
| 6.   | Arne Hoel          | Norwegia   | 214,0  |
| 7.   | Nikołaj Szamow     | ZSRR       | 212,5  |
| 8.   | Pekka Tirkkonen    | Finlandia  | 212,0  |
| 8.   | Willi Egger        | Austria    | 212,0  |
| 10.  | Otto Leodolter     | Austria    | 211,5  |
| 10.  | Jurij Samsonow     | ZSRR       | 211,5  |

## Bischofshofen
Data: 6 stycznia 1959

Państwo:  Austria

Skocznia: Paul-Ausserleitner-Schanze

### Wyniki konkursu
| Poz. | Imię i nazwisko    | Narodowość | Punkty |
| ---- | ------------------ | ---------- | ------ |
| 1.   | Walter Habersatter | Austria    | 222,5  |
| 2.   | Eino Kirjonen      | Finlandia  | 220,2  |
| 3.   | Nikołaj Kamienski  | ZSRR       | 218,6  |
| 4.   | Anders Woldseth    | Norwegia   | 215,0  |
| 5.   | Harry Glaß         | NRD        | 214,5  |
| 6.   | Walter Steinegger  | Austria    | 211,7  |
| 7.   | Jurij Samsonow     | ZSRR       | 210,4  |
| 8.   | Max Bolkart        | RFN        | 210,3  |
| 9.   | Arne Hoel          | Norwegia   | 210,2  |
| 10.  | Rudolf Bykow       | ZSRR       | 206,9  |

## Klasyfikacja generalna
| Poz. | Skoczek            | Kraj     | Punkty |
| ---- | ------------------ | -------- | ------ |
| 1.   | Helmut Recknagel   | NRD      | 883,2  |
| 2.   | Walter Habersatter | Austria  | 860,8  |
| 3.   | Arne Hoel          | Norwegia | 850,4  |
| 4.   | Nikołaj Szamow     | ZSRR     | 839,7  |
| 5.   | Nikołaj Kamienski  | ZSRR     | 838,2  |
| 6.   | Otto Leodolter     | Austria  | 837,6  |
| 7.   | Anders Woldseth    | Norwegia | 835,2  |
| 8.   | Jurij Samsonow     | ZSRR     | 835,1  |
| 9.   | Rudolf Bykow       | ZSRR     | 833,9  |
| 10.  | Harry Glaß         | NRD      | 831,0  |